# San Odorico (Sacile)
San Odorico (Sant' Odorì in veneto e in friulano occidentale) è una frazione del comune di Sacile, situata a circa 18 km da Conegliano (TV) e a circa 13 km da Pordenone.

## Storia
In epoca romana era percorso da una diramazione della via Postumia e in corrispondenza del punto in cui questa attraversava il fiume Paisa sono state rinvenute tracce di edifici e un tesoretto di monete nascoste entro un'anfora, databili dal 70 d.C. al III secolo.
In epoca medievale fu sede del castello di San Odorico, con il relativo feudo tra il Paisa e la Livenza, che comprendeva la signoria su Sacile. Ne fu in possesso la famiglia Pelizza, ricordata a partire dal 1237.
Nel 1419 il castello fu distrutto dalla Repubblica di Venezia e rimpiazzato da una torre. Essendo morto senza figli maschi l'ultimo della famiglia Pelizza nel 1478, il feudo passò tra il 1533 e il 1575 ai Di Porcia. Una cappella dedicata a sant'Ulderico e soggetta alla pieve di San Vigilio nella diocesi di Concordia, fu ricostruita e divenne chiesa parrocchiale. Tuttora, a differenza del resto del comune, appartenente alla diocesi di Vittorio Veneto, San Odorico è compresa nella diocesi di Concordia-Pordenone.
I terreni furono quindi acquistati dai Ragazzoni, che nel 1577 ottennero il titolo di conti di Sant'Odorico e che costruirono il proprio palazzo a Sacile. Rimasto nuovamente vacante nel 1625, il feudo fu acquistato nel 1638 dai Flangini, che lo tennero fino all'abolizione dei privilegi feudali nel 1806.
Il 5 novembre 1944 un bombardamento alleato distrusse la chiesa e il campanile di Sant'Ulderico, poi ricostruiti in stile moderno.

## Manifestazioni
Ogni anno, durante le prime due settimane del mese di luglio, viene organizzata la festa del santo patrono, sant'Ulderico.